# Ernst Pepping
Ernst Pepping, né à Duisbourg le 12 septembre 1901 et mort à Spandau le 1er février 1981, est un compositeur allemand.

## Biographie
Pepping a étudié la composition entre 1922 et 1926 à la Berliner Hochschule für Musik avec Walter Gmeindl (un élève de Franz Schreker). En 1934, il est devenu professeur de théorie de la musique et de composition à la Spandauer Kirchenmusikschule à Spandau, où il a travaillé la plus grande partie de sa vie. Parmi ses nombreux étudiants, on trouve Helmut Barbe (de) et Erhard Egidi. À la fin de la Seconde Guerre mondiale, Pepping a été inscrit sur la Gottbegnadeten-Liste (à l'opposé de Hugo Distler), ce qui lui évitait d'être mobilisé. Pepping a aussi enseigné à la Berliner Hochschule de 1935 à 1938, et ensuite de 1947 à 1968 comme professeur de musique religieuse et de composition.
Pour ses compositions, Pepping a été reçu docteur honoris causa de l'Université libre de Berlin en 1961 et de l'Université ecclésiastique de Berlin (de) en 1971.

## Compositions
- Trois symphonies 1932, 1942 (en fa mineur), 1944 (Die Tageszeiten)[1]
- Concerto pour piano (1950)
- Variations pour orchestre (publiées en 1949)[2]
- Zwei Orchestertücke über ein Chanson des Binchois (« Deux pièces pour orchestre sur une chanson de Gilles Binchois », 1958)[3]

- Messes, Motets et autres œuvres pour un usage liturgique dont
  - Deutsche Choralmesse (« Messe chorale allemande », 1931)[4]
  - Deutsche Messe (1938)[4]
  - Missa Dona nobis pacem (« Messe Donne-nous la paix », 1948)[4]
  - Te Deum (1956)[4]
  - 23e Psaume (publié 1962)

- Musique pour orgue
  - sonate pour Orgue (pub. 1958), autres œuvres
  - Three Fugues on BACH (« Trois fugues sur les notes B A C H », publ. 1949)
  - Grosses Orgelbuch (« Grand livre d'orgue ») I: Advent & Christmas (publ. 1941)
  - Grosses Orgelbuch II: Passion (publ. 1941)
  - Grosses Orgelbuch III: Easter (« Pâques »), Ascension, Pentecost, Michaelmas (« Messe de Saint-Michel ». Publié en 1941)
  - Kleines Orgelbuch ((« Petit livre d'orgue », publ. 1941)

- Musique pour le piano
  - Sonatine (1931)
  - Sonate pour piano (pub. 1937)

## Hommages

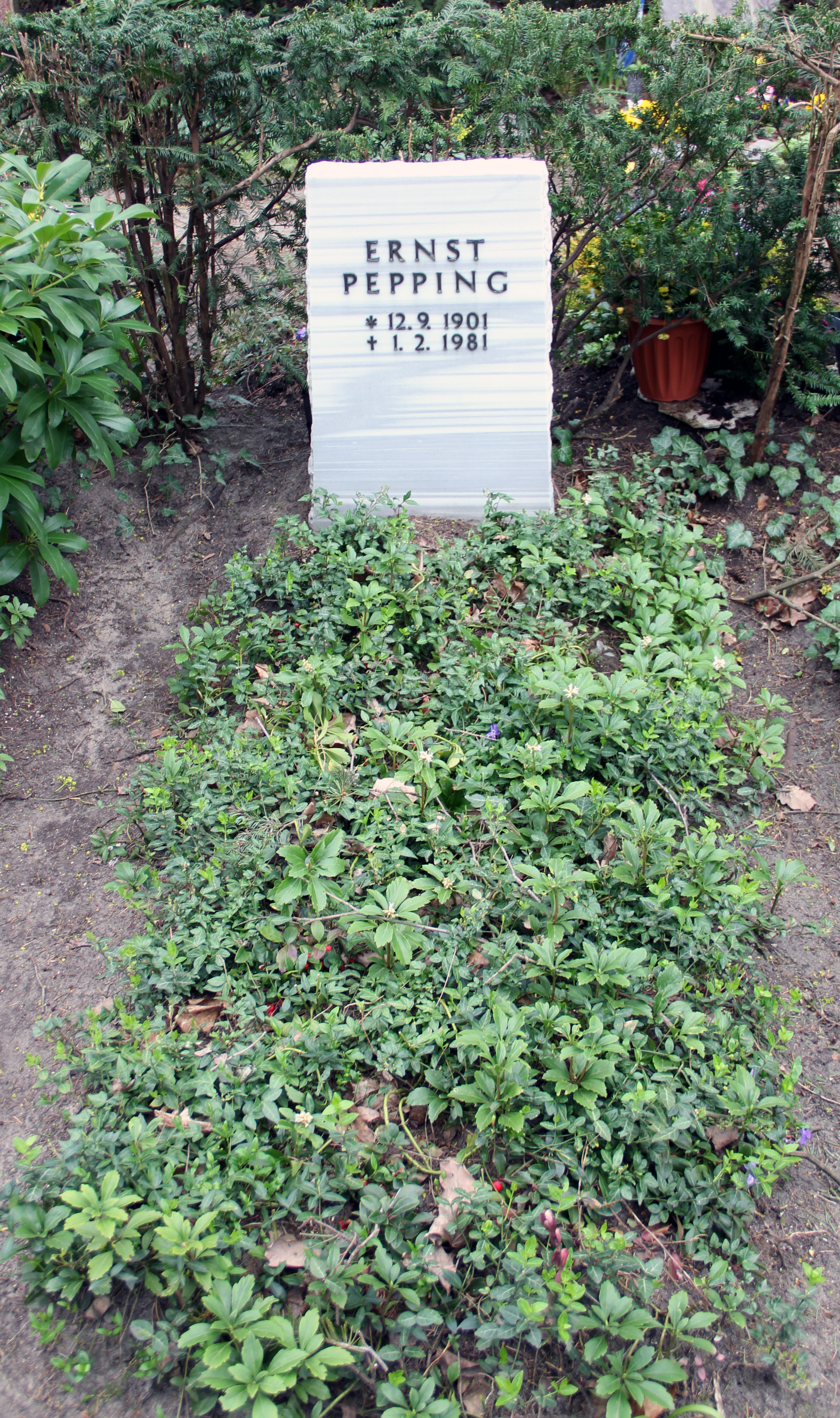
Tombe d'Ernst Pepping au cimetière boisé de la Heerstraße à Berlin.

- (11043) Pepping, astéroïde[5].